# Geping (sockenhuvudort i Kina, Jiangxi Sheng, lat 27,65, long 115,12)
Geping är en sockenhuvudort i Kina. Den ligger i provinsen Jiangxi, i den sydöstra delen av landet, omkring 140 kilometer sydväst om provinshuvudstaden Nanchang. Antalet invånare är 7 869. Befolkningen består av 3 627 kvinnor och 4 242 män. Barn under 15 år utgör 20,0 %, vuxna 15-64 år 72 %, och äldre över 65 år 7,0 %.
Runt Geping är det ganska tätbefolkat, med 129 invånare per kvadratkilometer. Närmaste större samhälle är Baqiu, 11,6 km söder om Geping. I omgivningarna runt Geping växer huvudsakligen savannskog.
Genomsnittlig årsnederbörd är 2 066 millimeter. Den regnigaste månaden är juni, med i genomsnitt 330 mm nederbörd, och den torraste är oktober, med 24 mm nederbörd.